# Alexander Calvert
Alexander o Robert Calvert O Hackl (Vancouver, 15 luglio 1990) è un attore canadese.

## Biografia
Nasce il 15 luglio 1990 in Canada. Attivo sia al cinema che in TV, è stato anche protagonista di alcuni spot pubblicitari.
Debutta nel 2005 nella serie The Dead Zone, mentre due anni più tardi debutta al cinema in Kickin' It Old Skool.
Il 2015 rappresenta l'anno della svolta quando viene scelto per interpretare il criminale anarchico Anarky in alcuni episodi della serie Arrow e, sempre nello stesso anno, partecipa per cinque episodi alla serie The Returned al fianco di Kevin Alejandro e Mark Pellegrino, che ritroverà poi nel 2017 nella serie Supernatural dove interpretano rispettivamente i ruoli di Lucifero e di suo figlio, il Nephilim Jack.

## Filmografia

### Cinema
- Kickin' It Old Skool, regia di Harvey Glazer (2007)
- Homesick, regia di Cody Bown - cortometraggio (2013)
- Una corsa per due (If I Had Wings), regia di Allan Harmon (2013)
- Lost After Dark, regia di Ian Kessner (2015)
- The Blackburn Asylum, regia di Lauro David Chartrand-DelValle (2015)
- 17 anni (e come uscirne vivi) (The Edge of Seventeen), regia di Kelly Fremon Craig (2016)
- Il pacco (The Package), regia di Jake Szymanski (2018)
- Blackout, regia di Taylor Hill - cortometraggio (2018)
- Good Boys - Quei cattivi ragazzi (Good Boys), regia di Gene Stupnitsky (2019)

### Televisione
- The Dead Zone – serie TV, episodi 4x1 (2005)
- Psych – serie TV, episodi 1x3 (2006)
- To Be Fat Like Me, regia di Douglas Barr – film TV (2007)
- Il diario del diavolo (Devil's Diary), regia di Farhad Mann – film TV (2007)
- Lost Boys: The Tribe, regia di P.J. Pesce – film TV (2008)
- The Troop – serie TV, episodi 1x21 (2010)
- Human Target – serie TV, episodi 2x6 (2010)
- Virtual Lies - Fuori controllo (Cyber Seduction), regia di George Erschbamer – film TV (2012)
- Flicka: Country Pride, regia di Michael Damian – film TV (2012)
- Bates Motel – serie TV, episodi 1x8-1x9 (2013)
- Motive – serie TV, episodi 2x8 (2014)
- The Returned – serie TV, 5 episodi (2015)
- Unser Traum von Kanada – miniserie TV, episodi 1x1-1x2 (2016)
- Arrow – serie TV, 5 episodi (2015-2016)
- Scream – serie TV, episodi 2x13 (2016)
- Untitled Paranormal Project, regia di David Nutter – film TV (2016)
- The Hillywood Show – serie TV (2018)
- Supernatural – serie TV, 41 episodi (2017-2020)
- Gen V - serie TV (2023)

## Doppiatori italiani
Nelle versioni in italiano delle opere in cui ha recitato, Alexander Calvert è stato doppiato da:
- Emanuele Ruzza in Supernatural, Gen V
- Stefano Crescentini in Motive
- Omar Vitelli in The Returned
- Mirko Cannella in Il pacco